# PROTOSTAR
『PROTOSTAR』（プロトスター）は、日本の男性アイドルグループJO1のデビューシングル。2020年3月4日にLAPONEエンタテインメントより発売。

## 収録曲
初回限定盤A　-　CD +DVD（特典映像：メイキング+JO1 Secrets)
1. 無限大 (3:04)
2. Running (3:50)
3. YOUNG (JO1 ver.) (3:24) 
作詞：SUN、UNO BUCKX、海音 / 作曲：SUN、VERSACHOI / 編曲:VERSACHOI
4. ツカメ～It's Coming～ (JO1 ver.) (3:58)

初回限定盤B　-　CD ＋フォトブックレット
1. 無限大 (3:04)
2. La Pa Pa Pam (3:08)
3. GrandMaster (JO1 ver.) (3:28)
作詞：Coach & Sendo、HASEGAWA / 作曲：Coach & Sendo、Yuki / 編曲:Coach & Sendo
4. ツカメ～It's Coming～ (JO1 ver.) (3:58)

通常盤
1. 無限大 (3:04)
作詞：KZ、B.O、B.EYES / 作曲:KZ、Nthonius / 編曲：KZ、キム・スンス
2. Running  (3:50) 
作詞：YOSKE、SEION / 作曲:EastWest、YOSKE / 編曲：EastWest、D.stus、Holy M
3. La Pa Pa Pam (3:08) 
作詞：YOUNG JAY、BUGGY、VEN / 作曲・編曲：YOUNG JAY、BUGGY
4. ツカメ～It's Coming～ (JO1 ver.) (3:58)
作詞：中村彼方 / 作曲：Ryan S.Jhun、Andrew Choi、Eunsol、DAWN / 編曲:Eunsol、Seo Yi Sung

## チャート成績
2020年3月3日付オリコンデイリーでは初日売上枚数が215,409枚を記録し1位となり、週間ランキングでも初動売上枚数が327,187枚を記録し1位となる。